# ReLIRE
Pour les articles homonymes, voir Relire.
Le Registre des Livres Indisponibles en Réédition Électronique (abrégé en ReLIRE) est un ancien projet de numérisation et de gestion collective des droits numériques des livres indisponibles du XXe siècle, publiés en France avant le 1er janvier 2001, et géré par la Bibliothèque nationale de France (BnF). Ce projet, rendu possible à la suite de la modification du Code de la propriété intellectuelle (CPI) du 1er mars 2012, a été déclaré illégal par la cour de justice de l'Union européenne en novembre 2016, menant à son arrêt progressif.

## Caractéristiques
ReLIRE mettait en place un mécanisme de gestion collective de livres sous droits, mais non exploités commercialement. Ces livres devaient faire l'objet d'une numérisation et d'une exploitation au format numérique, sauf opposition des auteurs, des éditeurs et des ayants droit, sans réexamen de chaque contrat d’édition. Les auteurs, éditeurs et ayants droit pouvaient demander à sortir du dispositif dans des conditions définies par la loi du 1er mars 2012. L'exploitation des livres devait donner lieu à une rémunération des auteurs et des éditeurs d'origine.
La BnF créait et gérait le maintien d'une base de données publique en ligne, répertoriant les livres concernés. Contenant de nombreuses erreurs lors de sa première mise en ligne en 2013, cette base fut enrichie une fois par an d'une nouvelle liste de titres, jusqu'à son arrêt en 2017. Le mécanisme introduit par la loi permettait de transférer l'exercice des droits numériques des livres indisponibles dont les titulaires de droits n'ont pas souhaité le retrait à une société de gestion collective, composée de manière paritaire de représentants d’auteurs et de représentants d'éditeurs. Les licences d'exploitation étaient attribuées par la Sofia (Société française des intérêts des auteurs de l’écrit). C'est également la Sofia qui rémunérait les auteurs et les éditeurs d'origine en cas d'exploitation des livres. Les ouvrages numérisés ont été commercialisés par la société FeniXX réédition numérique.
Le président de la Société des gens de lettres, le président du Syndicat national de l'édition et la ministre de la Culture Aurélie Filippetti se sont prononcés en faveur de ce dispositif. Des auteurs, éditeurs, avocats, et spécialistes du livre numérique ont fait valoir des critiques sur le système d’opt-out, la difficulté des procédures de retrait, les erreurs du registre et des ouvrages commercialisés, et un déséquilibre en faveur des grands éditeurs français. Selon le Syndicat des écrivains de langue française, certains ayants droit étaient dans l'impossibilité financière de faire opposition à l'ajout d'ouvrages dans la base de données. Pour ces raisons, deux représentants du collectif d'auteurs Le droit du Serf déposent en mai 2013 un recours pour excès de pouvoir contre le décret d'application de la loi qui a créé ReLIRE. Les premiers ouvrages sont commercialisés en septembre 2015. En novembre 2016, la cour de justice de l'Union européenne déclare ReLIRE illégal, menant à l'arrêt progressif de ce projet.

## Mise en place
La création du projet ReLIRE a été rendue possible grâce à une modification du code de la propriété intellectuelle français relatif au droit d'auteur, qui permet l'exploitation des livres dits « indisponibles » au format numérique. Déposée le 21 octobre 2011, la proposition de loi, émanant conjointement d'un député et d'un sénateur et soutenue par le ministre de la culture et de la communication Frédéric Mitterrand, a reçu un accueil favorable de l'ensemble des formations politiques.
Durant la discussion du texte à l'Assemblée nationale, André Chassaigne, président du groupe Gauche démocrate et républicaine fait valoir que: 

« Avec les députés du Front de gauche, nous nous félicitons que notre assemblée mette aujourd’hui un point final à l’examen de cette proposition de loi relative à l’exploitation numérique des livres indisponibles du XXe siècle. Même imparfait, le texte proposé […] créera en effet un cadre juridique qui nous paraît adapté. »

Frédéric Reiss, député UMP, ajoute que « la proposition de loi […] apporte une solution à la fois innovante, équitable et équilibrée. »
Marcel Rogemont, élu Socialiste, républicain et citoyen, salue quant à lui « le travail parlementaire qui a permis d’aboutir à une solution de rassemblement permettant un vote positif. » La proposition de loi a été adoptée à l'unanimité au Sénat (majorité PS) le 13 février 2012 et à l'Assemblée nationale (majorité UMP) le 22 février 2012. Le décret d'application de la loi est daté du 27 février 2013.
Le coût total du projet fait l'objet de différentes estimations ; le site Actualitté l'a évalué à 30 millions d'euros. La numérisation devrait être financée conjointement par l’État au moyen d'aides allouées par le Centre national du Livre et par les éditeurs, à travers une société de projet qui bénéficiera notamment d'un prêt dans le cadre des investissements d'avenir gérés par la Caisse des dépôts et consignations.
Les opposant au projet considèrent que celui-ci rappelle l'initiative de Google, qui a numérisé et mit en ligne un grand nombre de livres sans l'accord préalable des auteurs concernés. La BnF avait sévèrement critiqué Google en son temps, avant d'opter avec ReLIRE pour un système d'opt-out proche, : Jean-François Colosimo, président du Centre national du livre entre 2010 et 2013, a déclaré que « le ministère de la Culture s'est embarqué dans un grand projet, “ReLIRE”, pour concurrencer Google … dix ans plus tard : un projet dont je crains qu'il ne finisse comme les avions renifleurs ! ».

## Ouvrages concernés
D'après le site officiel du projet, sont concernés les ouvrages qui remplissent simultanément les critères suivants : 
- Être encore soumis au droit d’auteur
- Avoir été publié en France entre le 1er janvier 1901 et le 31 décembre 2000
- Ne plus faire l’objet d’une diffusion commerciale ou d’une publication sous une forme imprimée ou numérique

Le nombre de livres indisponibles concernés est estimé à environ 500 000 titres. Le terme « Indisponible » ne doit pas être confondu avec « épuisé ». Il inclut les œuvres dites « orphelines », dont les auteurs et ayants droit sont inconnus.
La liste des ouvrages est constituée à partir du catalogue général de la BnF, qui a acquis, pour la somme de 124 999 euros, une première liste sur Électre. En 2014, la liste des livres indisponibles sera principalement élaborée en partenariat avec ARROW +, le projet européen.
Selon le site du projet, au 21 mars 2013, le projet ReLIRE contient 60 000 livres. Il est prévu qu'une liste de 60 000 livres « validée par un comité scientifique » soit publiée tous les ans, chaque 21 mars. Tous les auteurs peuvent être représentés dans la liste, des plus populaires aux moins connus, et peuvent voir plusieurs ouvrages y figurer. Ainsi, Yves Navarre (prix Goncourt 1980) a 14 de ses ouvrages dans ce registre. Les livres passent automatiquement sous gestion collective au 21 septembre de chaque année, si ni l'auteur (ou ses ayants droit) ni l'éditeur n’a entrepris la démarche de s'y opposer.

### Erreurs du registre
D'après de nombreuses sources, des erreurs figurent dans le registre après sa première mise en ligne, en 2013,,,.
Il contient des ouvrages déjà exploités par des éditeurs, ou réédités dans des omnibus, ou exploités numériquement par des auteurs eux-mêmes, ainsi que plus de 500 livres publiés après le 1er janvier 2001, pour lesquels la modification du CPI ne s'applique pas,. Les personnes qui recherchent ces erreurs, souvent des opposants au projet, y notent entre autres la présence d'une nouvelle de Mélanie Fazi qui « n’est pas du tout indisponible » et celle de traductions d'auteurs étrangers, par exemple Philip K. Dick. Un ouvrage de Jean d'Ormesson déjà exploité par quatre éditeurs, dont un en numérique, est également dans cette liste. Face à la colère des auteurs anglo-saxons inclus par erreur à ce registre, la France présente des excuses publiques à la société des auteurs anglo-saxons, dirigée par Philip Pullman.
Toute erreur peut être signalée à la BnF afin que l'ouvrage soit retiré du registre. La BnF a répondu que « l'erreur est humaine », et que ces dysfonctionnements seront corrigés.

## Exploitation des ouvrages
Les ouvrages inclus à ReLIRE sont placés sous la responsabilité d'une société de gestion collective qui, d'après le site officiel, « au nom des titulaires de droits, délivrera des autorisations d’exploitation à des éditeurs », uniquement pour l'exploitation numérique. Les éditeurs pourront bénéficier d'une autorisation d’exploitation de 10 ans tacitement renouvelable, pour les livres concernés, sans aucune signature de contrat avec l’auteur ou les ayants droit de l’œuvre. La gestion collective est assurée par la Sofia (Société française des intérêts des auteurs de l’écrit) et l'auteur ne doit en principe pas recevoir une part inférieure à celle de l'éditeur. Si un livre en gestion collective intéresse un éditeur qui en obtient les droits d'exploitation, il est numérisé. L'éditeur dispose alors de trois ans pour apporter la preuve qu'il exploite bien l'ouvrage. Les défenseurs du projet ReLIRE, comme Bruno Racine, estiment qu'il s'agit d'une « démarche d’intérêt général », qui offrira une « seconde vie » aux livres, tout en offrant « un complément de revenu » aux auteurs.
Une redevance est versée par l'éditeur du livre au format numérique à la Sofia qui la reversera, hors frais de gestion, aux titulaires de droits. Cette redevance sera intégralement versée à l'auteur si l'éditeur au format numérique est l'éditeur d'origine du livre. À défaut, elle sera partagée par l'auteur et par l'éditeur d'origine. Le montant de cette licence sera de 15 % du prix de vente dans le premier cas et de 20 % du prix de vente dans le second cas. Dans les deux cas, un minimum de 1 € est garanti quel que soit le prix de vente. Dans la seconde hypothèse, la part reversée à l'auteur ne pourra être inférieure à celle reversée à l'éditeur d'origine, et ne pourra être inférieure à 0,75 €.
En août 2015, la question des dépenses publiques générées par le registre ReLIRE est abordée, en raison de nombreuses procédures judiciaires en cours et du coût des communications publicitaires autour du registre.
En septembre 2015, les premiers ouvrages numérisés sont commercialisés par la société FeniXX. Des critiques sont faites sur les couverture utilisées (numérisées depuis les fonds de bibliothèque et présentant donc des éléments d'identification) et sur le prix de vente considéré comme étant élevé.

## Retrait du registre
Les titulaires de droits peuvent s'opposer à l'entrée en gestion collective des livres inscrits. Des modalités d'opposition sont prévues dans les six mois qui suivent l'inscription au registre. Si la demande provient de l'éditeur, celui-ci est tenu d'assurer dans les deux ans la réédition du livre. Les demandes d'opposition sont à adresser à la BnF. Des modalités de retrait sont également envisagée au-delà du délai de six mois, soit par demande conjointe de l'auteur et de l'éditeur soit sur demande de l'auteur seul si celui-ci détient les droits numériques. L'auteur peut à tout moment demander que son livre sorte de la gestion collective s'il juge que sa publication porte atteinte à son honneur ou à sa réputation. Les demandes de retrait sont alors à adresser à la Sofia, société de gestion collective agréée par le ministère chargé de la Culture.
Les demandes d'opposition et les demandes de retrait n'ont pas à être motivées, mais les titulaires de droits doivent produire un justificatif d'identité (attestation sur l'honneur pour l'auteur, acte notarié pour l'ayant droit, toute pièce justificative pour l'éditeur). Selon le site officiel de ReLIRE, entre le 21 mars et le 20 septembre 2013, la BnF a enregistré 6 059 demandes d'oppositions, qui portent sur 5 551 livres. 728 auteurs, 144 éditeurs et 110 ayants droit ont transmis une ou plusieurs demandes d'opposition à la BnF.
Parmi les auteurs qui ont demandé à sortir du dispositif figurent notamment François Bon, Marc de Ferrière le Vayer, Didier Daeninckx, Claude Ponti, Lucie Chenu, Ayerdhal, Alexandre Mathis, et la plupart des membres du collectif Le droit du Serf. Inversement, des auteurs peuvent demander que leurs ouvrages soient ajoutés dans ReLIRE
.

## Critiques

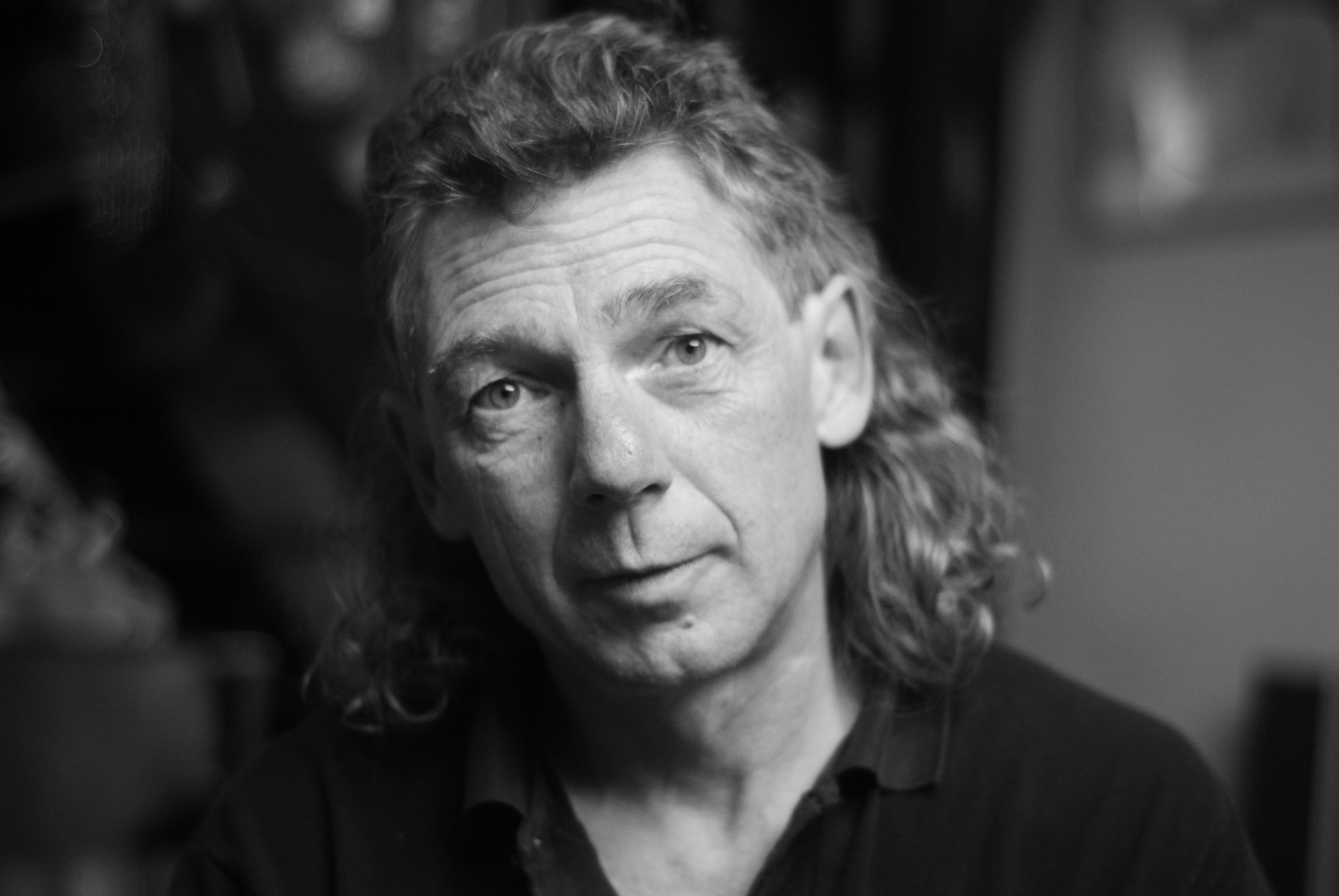
Ayerdhal, fondateur du collectif d'auteurs Le droit du Serf, l'un des opposants à ReLIRE.

Dès son lancement, le programme ReLIRE fait l'objet de nombreuses critiques, notamment des auteurs (en particulier ceux du collectif Le droit du Serf mené par Ayerdhal, ou encore du syndicat des auteurs de bande dessinée), de certains éditeurs, de l'association francophone des utilisateurs de logiciels libres, de spécialistes de l'économie du numérique et de lecteurs. Le principal reproche concerne le traitement réservé aux auteurs et ayants droit.
Les opposants au projet dénoncent l'ajout des ouvrages à cette base sans accord des ayants droit (opt out) et préconisent un mode de volontariat (opt in). Le système de ReLIRE est analysé comme étant trop avantageux pour les grands éditeurs français. La procédure de retrait est décrite comme fastidieuse et inégalitaire, voire « humiliante » : les auteurs ne sont pas informés de l'ajout de leur ouvrage à cette base, et doivent justifier de leur identité pour éviter toute tentative d'usurpation. Les ayants droit doivent fournir un acte notarié ou équivalent, afin de prouver qu'ils sont titulaires de droits sur le livre concerné. Certains n'en ont pas les moyens financiers.

### Droit d'auteurs
L'écrivain François Bon publie une tribune très engagée contre ReLIRE, intitulée « Auteurs, contre l’État voleur, réclamez vos droits ! »,, dans laquelle il qualifie l'initiative de « goujaterie » visant à déposséder les auteurs de leur œuvre, qui est aussi leur seule richesse. Pierre Assouline, qui s'était prononcé en faveur du projet à ses débuts, parle en mars 2013 d'une « spoliation des auteurs par l'État ». Sur son blog, le journaliste Hubert Guillaud fait état d'un « scandaleux pillage du droit d’auteur organisé par la loi » et d'un « vol organisé ». Andrew Orlowski (en), éditorialiste au Register ironise et écrit que « parmi les plus grands pirates au monde se trouvent parfois les États ». Jean-François Colosimo déclare que ReLIRE « piétine le droit d'auteur et, souvent, le respect de l'intégrité de l'œuvre. » En réponse au projet, la Team Alexandriz lance fin mars « ReLIRE Bay », une parodie du registre qui croise les listes d’œuvres indisponibles avec les données issues de The Pirate Bay.

### Difficulté des procédures de retrait
Les œuvres des auteurs et ayants droit se retrouvent intégrées d'office à cette base sans qu'ils en soient informés. S'ils s'y opposent, c'est à eux de prendre l'initiative de contacter la BnF pour demander le retrait de leurs ouvrages du dispositif ReLIRE. La BnF ne publie pas la liste des ouvrages prévus pour la numérisation et l'exploitation, et n'offre qu'un moteur de recherche pour permettre aux auteurs de vérifier si leurs ouvrages s'y trouvent. Certaines références d'auteurs sont manquantes (dans des anthologies), voire mal orthographiées. La lourdeur des démarches administratives demandées aux auteurs qui souhaitent sortir du dispositif est elle aussi vivement critiquée : début mai 2013, seules 650 procédures de retrait sont enregistrées, vraisemblablement en raison de la difficulté des démarches. Benoît Peeters, premier auteur à avoir rempli ces formulaires, juge la procédure humiliante, tout comme Michèle Kahn, pour qui « les formalités que vous devez remplir pour prouver que vous êtes l'auteur de vos livres […] sont très lourdes. » Elles sont de plus inégalitaires, puisqu'un auteur sans accès à internet ne peut théoriquement pas retirer ses ouvrages.
À titre d'exemple, Le Nouvel Observateur cite le cas de l'écrivain François Cavanna, malade, âgé de 90 ans et n'utilisant pas internet, qui doit pour sortir ses douze ouvrages du registre « repérer ses douze titres ; cliquer douze fois sur « S'opposer à l'entrée en gestion collective de cette édition » ; remplir douze formulaires en ligne ; et envoyer par la poste, en recommandé avec accusé de réception, douze photocopies de sa carte d'identité et douze « déclarations sur l'honneur pour attester de sa qualité d'auteur » avant le 21 septembre ».
Le Syndicat des écrivains de langue française (SELF) affirme que certains ayants droit n'ont pas pu faire opposition à l'inclusion d'ouvrages au registre, faute de moyens financiers pour payer un acte notarié prouvant leur qualité d'ayants droit.

### Déséquilibre en faveur des éditeurs
Plusieurs critiques relèvent que le système ReLIRE est très avantageux pour les éditeurs, entre autres l'avocate Isabelle Sivan, pour qui la loi « a été indéniablement rédigée en faveur de l'éditeur initial alors même que celui-ci a montré pendant plusieurs années son désintérêt pour une œuvre en abandonnant son exploitation. » Sans démarche d'opposition de sa part, l'auteur peut voir son ouvrage exploité par un éditeur avec lequel il ne travaille plus et vis-à-vis de qui il a pourtant récupéré ses droits, et se retrouver lui-même dans l'impossibilité d'exploiter son propre ouvrage. Ainsi, Didier Daeninckx fait valoir son droit de « refuser d’être diffusé par un éditeur qu'il n'a pas choisi. »
Le collectif Le droit du Serf s'oppose aussi à ce que l’éditeur reçoive une part égale à celle de l'auteur, puisque l'indisponibilité d'un ouvrage est généralement due à l'éditeur qui cesse sa commercialisation. De plus, le livre numérique permet à l'auteur de se passer d'éditeur, de diffuseur et de distributeur. La plate-forme de commerce Amazon propose à l'auteur qui vend lui-même un livre dont il détient les droits un revenu égal à 70 % du prix de vente du livre, qu'il fixe lui-même. Soit un montant bien supérieur au 50 % obtenus avec la gestion dans ReLIRE.
Philippe Aigrain publie lui aussi sur son blog une critique du projet — reprise par la Revue des livres —, qu'il considère comme mis au service de l'intérêt économique des principaux éditeurs français, au détriment des nouveaux acteurs du numérique.

### Autres critiques
Yal Ayerdhal s'oppose à la numérisation des œuvres orphelines (dont les auteurs et ayants droit sont inconnus) « pour en tirer profit », et selon lui ces ouvrages devraient être mis à disposition gratuitement. Enfin, aucune étude n'a évalué l'impact du retour sur le marché du livre de ces indisponibles. Les auteurs actifs et les éditeurs récents pourraient subir une réduction de leurs ventes face à l'arrivée de ces 500 000 livres numériques sur le marché.

### Réponse aux critiques
Jean Claude Bologne, président de la Société des gens de lettres, fait valoir qu'il avait été créé dans un but patrimonial, pour permettre de lire des ouvrages désormais introuvables, « tout en garantissant totalement le droit d'auteur ».
Le président du Syndicat national de l'édition a salué le projet en signalant qu'il « y a de belles œuvres trop ignorées qu’on va ainsi redécouvrir […] beaucoup d’éditeurs de littérature, même de taille modeste, ont des fonds insoupçonnés. »
La ministre de la Culture, Aurélie Filippetti fait valoir que « ce système de gestion collective, compte tenu du nombre et de la variété des possibilités d'opposition ou de sortie du dispositif qu'elle offre aux auteurs, à leurs ayants droit ou aux éditeurs d’origine […] garantit le respect des grands principes du droit d’auteur. »
La BnF semble, de l'avis de différents auteurs et éditeurs concernés par le projet, ignorer les nombreuses critiques du registre ReLIRE. Le 21 mai 2013, plusieurs blogueurs et le site d'information Actualitté notent ce qui ressemble à une tentative de caviardage de l'article Wikipédia sur ce projet, peut-être effectué par une agence d’e-réputation mandatée par la BnF.

## Volet judiciaire
Début mai 2013, le collectif Le droit du Serf a déposé un recours pour excès de pouvoir contre la ministre française de la Culture Aurélie Filippetti et le premier ministre Jean-Marc Ayrault, pointant dans le décret d'application de ReLIRE de nombreuses violations de lois européennes, comme la convention de Berne, le traité de l'organisation mondiale de la propriété intellectuelle (OMPI) et la convention européenne des droits de l'homme,,.
Dans le cadre de ce recours, le Conseil d’État a été interpellé sur la question de la conformité aux droits et libertés garantis par la constitution des dispositions de l'article 1er de la loi n° 2012-287 (question prioritaire de constitutionnalité). Par décision du 19 décembre 2013, le Conseil d’État a renvoyé la question de cette conformité au Conseil constitutionnel, considérant, entre autres, que le moyen tiré de ce que les dispositions de la loi portent atteinte aux droits et libertés garantis par la Constitution, notamment à l'article 2 de la Déclaration des droits de l'homme et du citoyen, soulève une question présentant un caractère sérieux.
La question de l'indépendance du Conseil constitutionnel, qui doit se prononcer sur la question prioritaire de constitutionnalité posée à l'occasion de ce recours, a été posée du fait que bon nombre de ses membres ont des activités ou des relations dans l'édition, et que leurs œuvres sont entrées en gestion collective, c'est-à-dire gérées par la Sofia qui est partie prenante au procès,. Le 28 février 2014, le conseil constitutionnel déclare ReLIRE conforme.
La cour de justice européenne a été appelée à se prononcer pour le 11 mai 2016. Le 7 juillet 2016, l'avocat général rend ses conclusions, défavorables au système d'opt out, estimant que la loi européenne doit garantir aux auteurs et ayants droit de pouvoir donner leur consentement avant toute reproduction ou diffusion d'un texte,. En novembre 2016, le registre ReLIRE est définitivement déclaré illégal par la CJUE.